# Serjania macrococca
Serjania macrococca är en kinesträdsväxtart som beskrevs av Ludwig Radlkofer. Serjania macrococca ingår i släktet Serjania och familjen kinesträdsväxter. Inga underarter finns listade i Catalogue of Life.